# Gnaphosa limbata
Espèce
Gnaphosa limbata est une espèce d'araignées aranéomorphes de la famille des Gnaphosidae.

## Distribution
Cette espèce est endémique de Norvège.

## Description
La femelle mesure 9,5 mm.

## Publication originale
- Strand, 1900 : Zur Kenntnis der Arachniden Norwegens. Kongelige norske Videnskabers Selskabs Skrifter, vol. 1900, no 2, p. 1-46.